# Бокрош, Лайош
Ла́йош А́ндраш Бо́крош (венг. Bokros Lajos András; род. 26 июня 1954, Будапешт) — венгерский политик от Движения «Современная Венгрия», в 1995—1996 — министр финансов.
Окончил Университет экономических наук имени Карла Маркса (сегодняшний Университет Корвина), защитил диссертацию. В 1990—1991 возглавлял Агентство государственного имущества. В 1991—1995 президент Будапештского банка. В 1995—1996 был министром финансов Венгрии, проводил политику жёсткой экономии, известную как «план Бокроша». Эта программа включала в себя девальвацию форинта, сокращение социальных выплат, введение налога на импорт. Несмотря на успешную стабилизацию макроэкономических показателей (дефицит бюджета сократился с 9,6 % до 3,8 %, внешнеторгового баланса — с 9,4 % до 3,8 %), в феврале 1996 года Бокрош подал в отставку из-за отказа возглавляемого социалистом Дьюлой Хорном правительства уменьшить социальные расходы.
На выборах в Европарламент 2009 года был избран единственным депутатом от партии Венгерский демократический форум и одним из 22 депутатов от Венгрии. До окончания полномочий в 2014 работал в комиссиях по бюджету и по финансам, а также в составе делегации по отношениям с Албанией, Боснией и Герцеговиной, Сербией, Черногорией и Косово.
Бокрош был выдвинут от своей партии на парламентские выборы 2010 года кандидатом на должность премьер-министра.
В 2014 на выборах мэра Будапешта занял второе место, получив 36 % голосов.